# Coelotes undulatus
Coelotes undulatus är en spindelart som beskrevs av Hu och Wang 1990. Coelotes undulatus ingår i släktet Coelotes och familjen mörkerspindlar. Inga underarter finns listade i Catalogue of Life.